# Resident Evil: Code Veronica
Resident Evil: Code Veronica, sorti au Japon sous le nom Biohazard: Code Veronica (バイオハザード コードベロニカ, Baiohazādo Kōdo Beronika) est un jeu vidéo de type survival horror développé par Capcom Production Studio 4 en collaboration avec Nextech, et édité par Capcom. Il est distribué au début de l'année 2000 sur Dreamcast. Le jeu est ensuite porté sur PlayStation 2 en 2001 et Gamecube en 2003 sous le titre Resident Evil: Code Veronica X.
L'histoire se déroule trois mois après les événements de Resident Evil 2 et 3 et met en scène Claire Redfield capturée et isolée sur une île, l'île de Rockford.
Une édition haute définition de Code Veronica X renommée Resident Evil: Code Veronica X HD est distribuée en téléchargement en automne 2011.

## Trame

### Synopsis
Trois mois après s'être échappée de Raccoon City avec Leon, Claire est partie jeter un œil dans le laboratoire parisien d'Umbrella toujours à la recherche de son frère Chris. Elle sera capturée par un homme mystérieux pour être envoyée sur l'île pénitentiaire d'Umbrella.
Elle se réveille dans une cellule et aperçoit un homme amoché qui s'approche. Elle reconnait son agresseur. Il lui ouvre la porte, lui dit qu'elle peut partir, que la prison n'existe plus et qu'une sorte de commando a balayé ses troupes. Il lui précise aussi qu'elle n'a aucune chance de quitter l'île. Elle va vite se rendre compte que le Virus T s'est, une fois de plus, répandu. La prison et tout le reste de l'île sont infestés de Zombies et autres monstres. Très vite, Claire va rencontrer Steve Burnside, un jeune garçon également prisonnier sur l'île et qui a profité du raid mystérieux pour s'évader. Steve est obstiné et très confiant ; il abandonne Claire car il veut se débrouiller seul.
Claire va dans un premier temps déverrouiller la porte centrale de la prison et explorer le reste de l'île. Elle finit par trouver une bâtisse. Elle y sauve Steve d'un piège mortel et croise un certain Alfred Ashford, commandant de la base de l'île et membre de la famille Ashford, famille fondatrice d'Umbrella. Il accuse Claire de complicité avec le commando responsable de la fuite du Virus T sur l'île. L'exploration se poursuit vers un centre d'entraînement militaire où elle rencontrera de temps à autre Steve qui lui apportera parfois une aide précieuse. Plus tard, Claire découvrira l'entrée du manoir des Ashford, un lieu très important et tenu jalousement secret par Alfred Ashford qui n'hésitera pas à tuer quiconque y entrera. Claire et Steve s'en rendront compte à leurs dépens ce qui va progressivement les amener, après de nombreuses péripéties, dans une nouvelle base d'Umbrella. Un site de forage perdu au cœur de l'Antarctique où un centre de recherche a également été construit par la multinationale sous la direction d'Alexander, le père d'Alfred et d'Alexia Ashford.
Pendant ce temps-là, Chris arrive à Rockfort Island pour retrouver Claire, après avoir reçu un message de sa part par l'intermédiaire de Leon. Après avoir appris qu'elle est partie, Chris explore l'île pour retrouver sa trace. C'est alors qu'il croise le chemin de Wesker, qui travaille à son propre compte depuis les évènements du manoir Spencer, et tente de s'approprier un échantillon du virus T-Veronica. Pendant que Chris réussit à localiser Claire, Wesker découvre qu'Alexia est vivante et qu'elle est la dernière porteuse du virus. Chris se rend en Antarctique, où il libère sa sœur et l'aide à retrouver Steve. Chris et Claire sont ensuite séparés. De son côté, Claire retrouve Steve mais découvre qu'il a fait l'objet d'expériences et qu'on lui a injecté une dose de virus T-Veronica. Steve se transforme alors en monstre vert géant et tente de tuer Claire. Il échoue, mais un des tentacules d'Alexia passe à travers un mur et agrippe Claire. Steve reprend le contrôle de ses actes et attaque Alexia, qui lui inflige alors une blessure mortelle. Steve reprend finalement son apparence humaine et confesse dans un dernier souffle son amour à Claire. Au même moment, Chris et Wesker se retrouvent face à Alexia, qui les attaque. Wesker prend la fuite, et Chris parvient à la vaincre seul. Chris retrouve Claire, qui est enfermée derrière une porte verrouillée électroniquement. Chris déclenche l'autodestruction du complexe, ce qui entraîne le déverrouillage de la porte. Les deux héros tentent alors de s'échapper, mais Chris doit affronter une dernière fois Alexia. Après avoir triomphé de son ennemie, les deux protagonistes sont réunis et réussissent à s'échapper en avion in extremis.

### Personnages
Resident Evil: Code Veronica met en scène Claire Redfield. Elle est le second personnage féminin jouable dans la série. Elle apparaît pour la première fois dans Resident Evil 2 à Raccoon City et recherche son frère Chris, membre d'une unité d'intervention spéciale de cette même ville.
Claire se fera capturer par Rodrigo Juan Raval, un personnage travaillant pour Umbrella, qui la libérera par la suite.
Le jeu met en scène un autre personnage : Steve Burnside, un jeune adolescent impulsif et insociable. Prisonnier puis évadé, il cherchera à fuir l'île de Rockford en solitaire.
Il apparaît cependant un autre personnage principal nommé Chris Redfield, le frère de Claire. Il apparaît dans le premier opus au sein d'un groupe d'intervention policière appelé STARS envoyé en mission à la rescousse d'une autre équipe portée disparu dans les montagnes Arklay.
Albert Wesker refait son apparition dans cet épisode. À l'origine, Wesker est un membre des STARS, mais il travaille également pour Umbrella Corporation. Dans Code Veronica, il était laissé pour mort depuis l'incident du manoir. Chris et Claire sont étonnés de le revoir. Wesker a changé, il n'est plus humain. En effet, rescapé et démasqué dans le premier jeu, il devient au fil du temps un ennemi redoutable, notamment grâce à un virus le rendant quasiment invulnérable et surhumain.
Côté ennemi : Alfred Ashford est un officier et il est issu d'une grande famille. Il est le gouverneur de l'île de Rockford abritant une prison et un centre d'entraînement militaire. Alexia Ashford est la sœur jumelle d'Alfred mais n'aura pas le même destin que ce dernier. La famille Ashford est l'une des familles fondatrices de la société Umbrella Corporation. Les jumeaux n'aiment pas beaucoup Spencer, l'actuel PDG de la multinationale.

### Bestiaire
Ennemis de base de la série, les zombies sont de retour. Une nouveauté est à noter parmi ces monstres : certains morts-vivants peuvent lâcher des larves sur le joueur.
Autre ennemis habituels : les Cerbères et les chauves-souris reprenant le même principe que les corbeaux dans les opus précédents.
 Surtout les Veuve noire et les Papillon de nuit.
Un nouvel ennemi fait son apparition : le Bandersnatch. Il possède un bras atrophié et un bras disproportionné et élastique. Cet ennemi se sert de son bras pour passer d'un étage à un autre et il essayera de broyer la tête du joueur avec sa main.

Une variante d'un ennemi redoutable de la série apparaît : Les Sweepers (balayeuses), variante des Hunters, sorte d'animal à quatre pattes rampant avec de grosses griffes. Cette variante est aidée par un mini-robot automatique qui l'aide à trouver ses victimes. Des minis Albinoïde et des Tentacule font leur nouvelle apparition.
Parmi les boss, le ver géant refait son apparition. Le joueur aura l'occasion d'affronter plusieurs Tyrans. Il rencontrera une salamandre infectée par le Virus T appelé Albinoïde. Par la suite, il apparaîtra un monstre du nom de Nosferatu. C'est un être humain qui a subi une mutation et de longues années d'enfermement. Une Veuve noire Géante fait son apparition.

## Système de jeu
Code Veronica est le premier opus de la saga à sortir sur une console 128 bits, la Dreamcast de SEGA. Le rendu graphique a donc évolué. Il utilise un moteur 3D à la place des habituels décors fixes précalculés. Il est aussi possible, avec l'utilisation d'une arme de précision, d'avoir une vision totalement tridimensionnelle.
Autre nouveauté apparente dans le jeu : la possibilité d'utiliser une arme similaire dans chaque main. Grâce à ces doubles armes, le joueur peut viser et tirer sur deux ennemis en même temps.
Il y a aussi l'apparition du « Continue » quand le personnage meurt.

## Code Veronica X

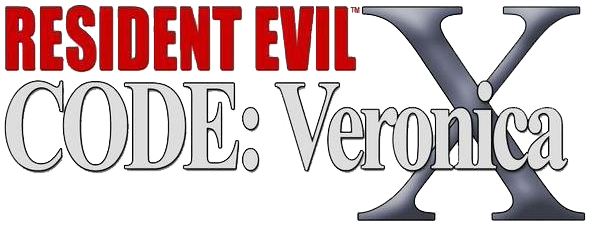
Logo de Resident Evil: Code Veronica X

La PlayStation 2 ainsi que la GameCube, les deux systèmes 128 bits concurrents de la Dreamcast, ont eu un portage du jeu sous le titre Code Veronica X respectivement en 2001 et 2003. Le jeu est réédité sur Dreamcast en 2001 sous le nom Complete Edition seulement au Japon.
Il s'agit du même jeu avec quelques suppléments : neuf minutes de cinématiques en plus qui explicitent la confrontation entre Claire et Wesker, une scène de combat réactualisé entre Alexia et Wesker, ainsi que d'une scène de combat supplémentaire entre Wesker et Chris dans lequel Wesker déclare qu'il peut être en mesure de relancer Steve.
Le jeu connait une adaptation sur les consoles haute définition, renommé pour l'occasion Resident Evil: Code Veronica X HD, disponible fin septembre 2011 sur les plates-formes de téléchargement PlayStation Network et Xbox Live Arcade. Au Japon, le titre est sorti en version boîte sous forme de compilation incluant également Resident Evil 4 HD, appelée Biohazard: Revival Selection.

## Édition
Capcom et Sega ont sorti une offre groupée avec une Dreamcast aux couleurs du jeu au Japon uniquement, et dans deux coloris : une rouge (1800 exemplaires) et une bleue (200 exemplaires).